# (2945) Zanstra
(2945) Zanstra est un astéroïde de la ceinture principale.

## Description
(2945) Zanstra est un astéroïde de la ceinture principale. Il fut découvert le 28 septembre 1935 à Johannesbourg par Hendrik van Gent. Il présente une orbite caractérisée par un demi-grand axe de 2,67 UA, une excentricité de 0,14 et une inclinaison de 2,6° par rapport à l'écliptique.

## Compléments